# Armavir, Armenia
Armavir (în armeană Արմավիր) este un oraș situat în partea de vest a Armeniei, în provincia omonimă. La recensământul din 2001 avea o populație de 32.034 locuitori.